# Raymond Braine
Raymond Ernest Michel Braine (28. dubna 1907 Antverpy, Belgie – 25. prosince 1978 tamtéž, Belgie) byl belgický fotbalový útočník, který ve 30. letech hrál za pražskou Spartu.
Jeho bratr Pierre Braine byl rovněž hráč Beerschotu a reprezentant.

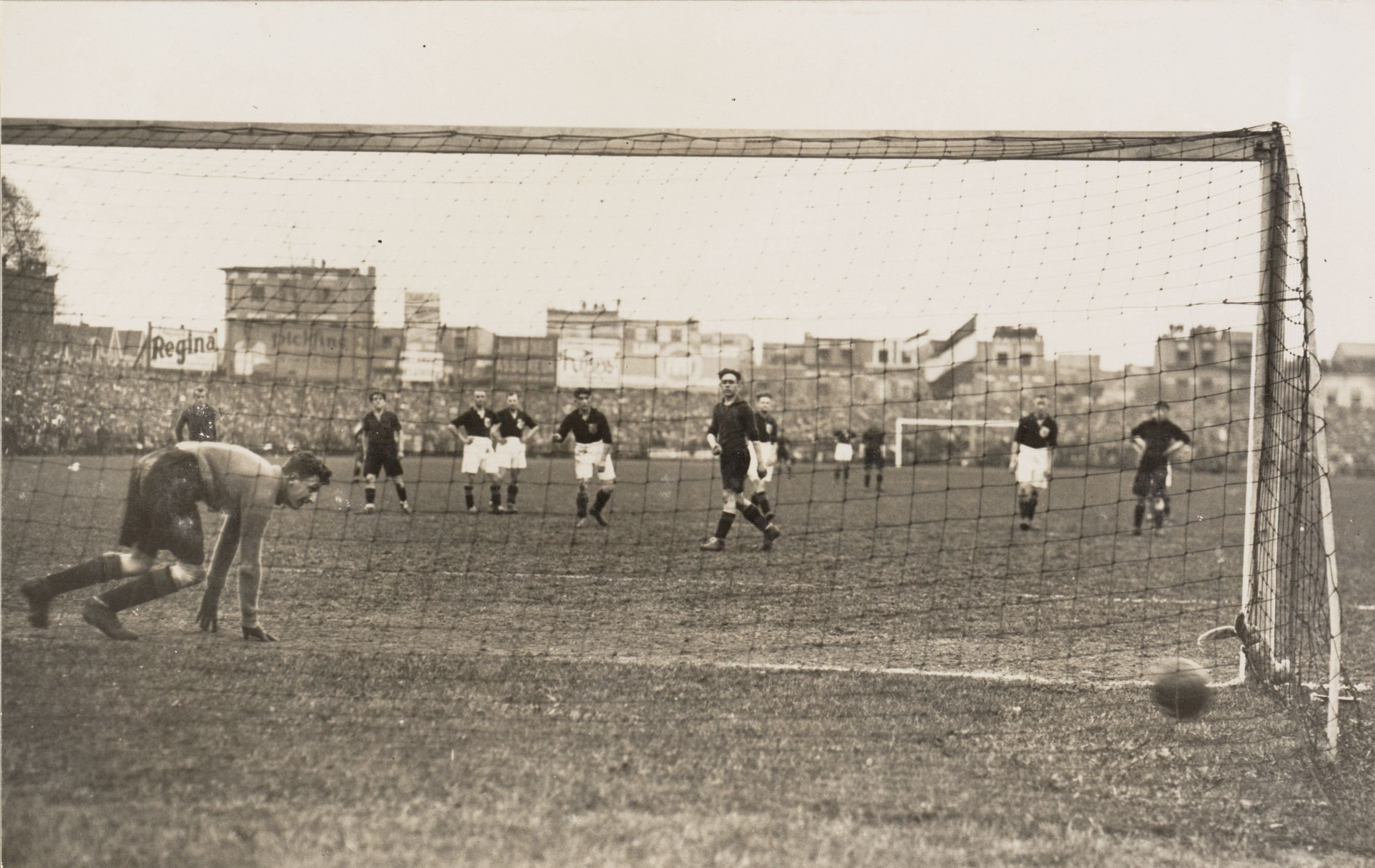
Raymond Braine 1929 Belgie - Nizozemí

## Fotbalová kariéra
Již od mladých let patřil k jedněm z nejtalentovanějších fotbalistů, v domovském Beerschot AC patřil k oporám už od patnácti let. 
V roce 1930 přešel do pražské Sparty, ačkoliv jeho odchod nebyl vůbec klidný. Belgický tisk ho tehdy nařkl z profesionalismu, což bylo v té době ještě zakázané. Nejdřív o tohoto skvělého centrforvarda měl zájem anglický klub Clapton Orient, ale tento přestup nevyšel a Braine se stěhoval do Prahy. Hned v prvním zápase proti First Vienna FC na jeden gól nahrál a jeden sám dal a tento zápas skončil 2:1. V semifinále Středoevropského poháru vyřadil dvěma góly Inter Milán.
Na Vánoce 1936 odjel za rodiči do Antverp, ale v lednu se nevrátil a přišla za něj pouze zpráva, že je v nemocnici a že neví, zdali se z toho dostane. Ovšem realita byla trochu jiná, doma se mu líbilo přece jen víc nežli v Praze a začal opět hrát za svůj mateřský Beerschot, i když ve Spartě měl smlouvu ještě na dva roky. Nakonec belgický fotbalový svaz pomohl Beerschotu Braina ze Sparty vykoupit. Nutno dodat, že Raymond Braine byl tahounem reprezentace Belgie, která tehdy byla fotbalovým trpaslíkem, a dokázal s ní uhrát dobré výsledky. Zúčastnil se LOH 1928 v Amsterdamu a MS 1938.

## Úspěchy

### Klub
- Belgická liga - 1924, 1925, 1926, 1928, 1938, 1939
- Československá liga - 1932, 1936
- Středoevropský pohár - 1935

### Individuální
- Král střelců belgické ligy - 1928, 1929
- Král střelců československé ligy - 1932, 1934